# Króluj nam Chryste
KnC (Króluj nam Chryste) – jedyny ogólnopolski i jeden z trzech w Europie miesięcznik dla ministrantów (pozostałe 2 tytuły wydawane są na terenie Niemiec oraz we Włoszech). Od momentu powstania miesięcznik wydaje Drukarnia i Księgarnia św. Wojciecha.
„KnC” ukazuje się w nakładzie ok. 10 000 egzemplarzy, dystrybucja odbywa się poprzez parafie oraz przez prenumeratę.

## Historia
Pismo powstałe z inicjatywy biskupa Grzegorza Balcerka i księdza Waldemara Hanasa, istniejące od marca 2004 roku objęte jest patronatem Komisji Episkopatu Polski ds. Kultu Bożego i Dyscypliny Sakramentów.

## Treść
24 strony można podzielić na 2 części tematyczne. Pierwsza z nich dotyczy płaszczyzny duchowej (Słowo duszpasterza, Zbiórka, Na kartach Biblii, Formacja, Fundamenty i porady czy forum ministranckie). Drugą warstwę tematyczną pisma stanowi część naukowo – rozrywkowa, w której znajdują się działy związane z nauką, sportem, filmem, muzyką, motoryzacją i komputerami oraz hobby ministranckim oraz krzyżówki, rebusy, quizy i konkursy. Ponadto w każdym numerze znajduje się mini lekcjonarz.
Miesięcznik „Króluj nam Chryste” ma na celu: integrację środowiska Liturgicznej Służby Ołtarza, formację duchową i intelektualną młodego człowieka, praktyczną pomoc dla duszpasterzy i opiekunów ministrantów.
Obecnie wydawane są 3 regionalne magazyny, będące dodatkiem do KnC: dodatek archidiecezji poznańskiej – „Wokół ołtarza”, diecezji legnickiej – „Ministrare” oraz diecezji koszalińsko-kołobrzeskiej – „Serwus” oraz archidiecezji gdańskiej – „Frater”.

## Akcje pod patronatem „KnC”
Miesięcznik „KnC” bierze udział w organizacji licznych akcji poświęconych integracji Liturgicznej Służby Ołtarza:
- Akcja „Polscy Ministranci Ojcu Świętemu – Janowi Pawłowi II” (list skierowany do papieża Jana Pawła II podpisany przez 40 tys. obecnych i byłych ministrantów oraz lektorów)
- Polski koordynator grupy ministrantów wyjeżdżającej na spotkanie Europejskiej Pielgrzymki Ministrantów organizowanej przez Coetus Internationalis Ministrantium
- Ogólnopolska Pielgrzymka Ministrantów do Rzymu
- Ogólnopolska Pielgrzymka Ministrantów i Lektorów na Jasną Górę oraz do Lichenia
- Mistrzostwa Polski Liturgicznej Służby Ołtarza w Piłce Nożnej w Pile i w Elblągu
- Udział w diecezjalnych pielgrzymkach ministrantów

## Zespół redakcyjny
(stan na luty 2024)
- Redaktor naczelny: Michał Bondyra
- Studio graficzne: Alicja Krygier, Agnieszka Kurasińska, Leszek Szymański, Robert Woźniak,
- Projektant okładki: Alicja Krygier
- Korekta: Dorota Bauta, Agnieszka Pioch
- Współpracownicy: ks. Jakub Dębiec, ks. Krzysztof Frąszczak, ks. Wojciech Wasiak,  ks. Piotr Kaczmarek, ks. Michał Tomiak,  ks. Patryk A. Nachaczewski, Filip Łuczak, ks. Kamil Falkowski, ks. Krzysztof Stawicki (Płock), Adrian Wojtasz, Dawid Radomski, Gabriela Bonk, Małgorzata Szewczyk, Tomasz Błaszak